# Binissalem

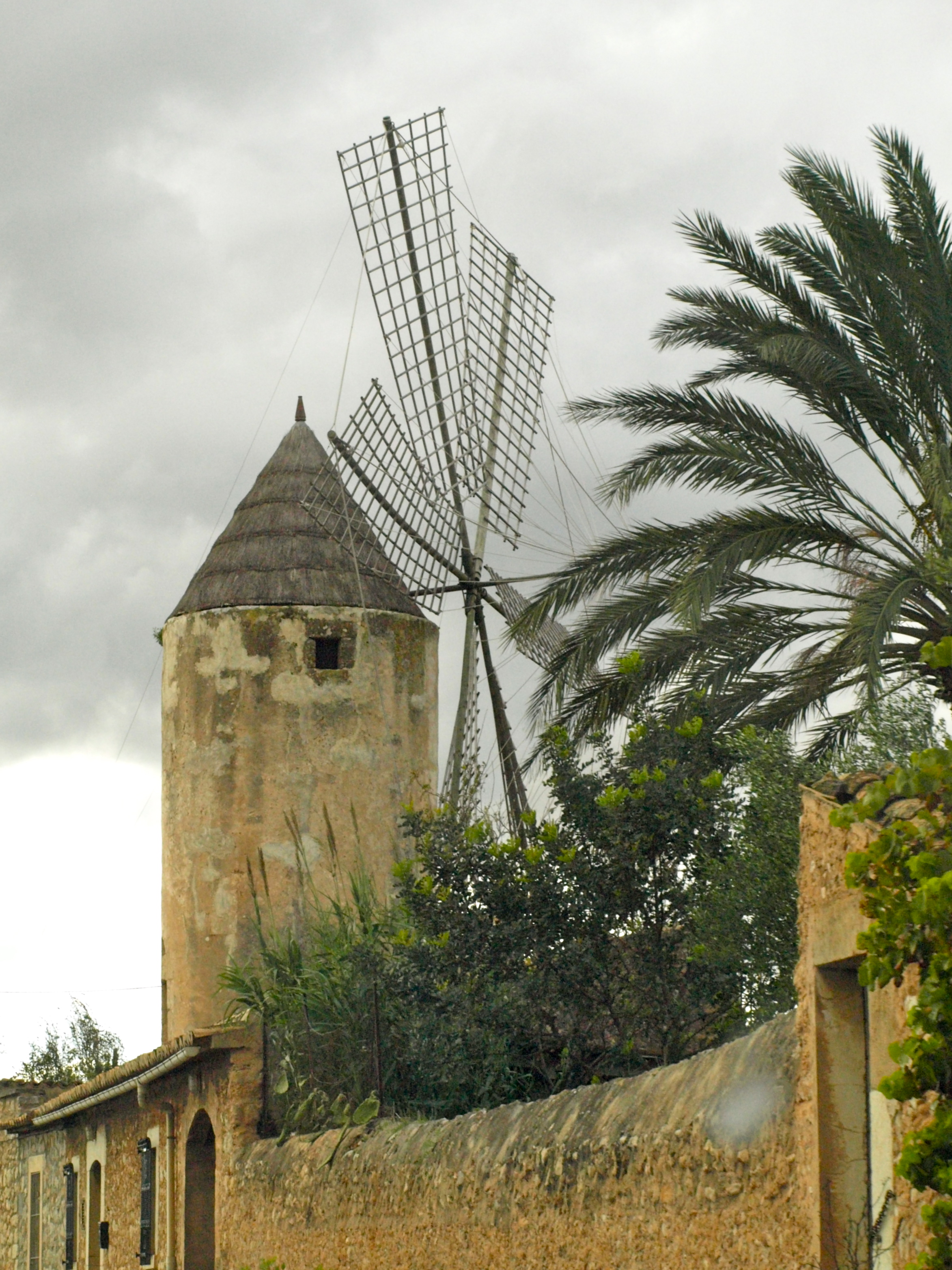
Molí fariner de Binissalem.

Binissalem, antigament i ocasionalment Robines, és una vila i municipi de Mallorca situat a la comarca geogràfica del Raiguer. Limita amb els municipis de Consell, Alaró, Lloseta, Inca i Sencelles.

## Etimologia
El topònim Binissalem prové de l'alqueria musulmana del mateix nom. En època més primerenca, com la major part de topònims mallorquins començats per bini-, apareix documentat Benissalem. Es tracta de l'àrab benī 'fills de' (aquesta partícula funcionava com el català can o son) acompanyat d'un antropònim derivat de l'arrel aràbiga salam 'salvar'.
Originàriament, el centre de la vila no era entorn de l'antiga alqueria de Binissalem, ans entorn de la de Robines. Amb el temps, la de Binissalem prengué més importància i el seu nom desplaçà el de Robines, però aquest s'ha conservat per al nom de l'església, Santa Maria de Robines, la qual localment hom pronuncia [ru'βinis]. Hom ha volgut fer venir aquest mot del llatí rupīna 'penya, penyalar', passant pel romanç precatalà, si bé semànticament no és gaire clar perquè el paratge de Binissalem és més aviat poc muntanyós.

## Població
| Entitat de població | Habitants (2024) |
| Binissalem          | 9.283            |
| Biniagual           | 6                |
| Font: INE           |                  |

## Història
Els primers assentaments identificats daten de l'època talaiòtica. També hi ha restes de l'època romana i islàmica. De la primera època, hom restes de l'era de Can Cabrit, Can Macià i el Claper dels Moros; i de la tercera encara roman la zona de Robines, antic centre de poder local. També són testimonis d'aquesta època musulmana els pous i canals, reflectits a la toponímia local.
En el Repartiment derivat de la conquesta catalana del segle xiii, correspongué a la porció del vescomte de Bearn. En feien part les alqueries de Robines, Beni Salam, Beni Rasjell i d'altres. El 1264, la vescomtessa Garsenda de Bearn el donà al femení de Jonqueres. Els jueus, per la seva ajuda a Jaume I en la conquesta de Mallorca, hi obtengueren les alqueries d'Arraya, Abbenbasso i Abdacus. Però no hi pogueren consolidar un nucli hebreu per la violenta oposició dels cristians de Robines. L'antisemitisme esdevengué així, ja a partir del segle xiii, una estranya constant històrica a Binissalem, amb el suport social dels pagesos i menestrals, fins al punt que, quan el tema dels descendents dels conversos es transformà, en el segle xvii, en el problema xueta, les famílies xuetes no s'hi pogueren establir fins al segle xx. A l'època de la conquesta catalana, no hi havia dins el terme cap nucli urbà rellevant, només alqueries, rafals o llogarets dispersos, sobretot al peu de la muntanya, com Benissalem, Robines, Pedaç, Biniagual, Lloseta, Aiamans, Alcudieta i d'altres. Les necessitats de culte cristià dels pobladors arribats amb la conquesta feren sorgir, sobre una antiga mesquita, l'església primitiva, dedicada (1248) a Santa Maria de Robines.
El nucli de l'alqueria de Robines era aleshores el centre del poder civil i eclesiàstic. Esdevingué vila el 1300 mitjançant les Ordinacions, dins la política d'impuls dels centres urbans que fomentava Jaume II de Mallorca. Al llarg del segle xv i principis del segle xvi, Binissalem anà assolint importància en relació al nucli de Robines, fins que el substituí com a centre del poder civil i eclesiàstic del terme: el 1369 ja s'hi havia traslladat la parròquia. La conquesta catalana trastocà la vida social i econòmica amb l'establiment de la gran propietat de caràcter feudal, treballada per un contingent important d'esclaus, dedicada a la trilogia clàssica de l'olivera, la vinya i els cereals, complementada amb una important ramaderia ovina, porquina i equina. El 1339 ja s'hi documenten grans extensions de vinyes, conreu que progressà en extensió i qualitat i aviat el vi de Binissalem fou el de més renom de Mallorca. Més endavant en sorgí la producció d'aiguardent destinat, sobretot, a l'exportació. L'activa participació de Binissalem en els grans esdeveniments històrics de Mallorca en els segles XV-XVII deriva de la presència d'un extens i inquiet nucli de menestrals, teixidors sobretot, documentat ja en el segle xiv.

## Llocs d'interès
Binissalem compta amb un conjunt d'edificis de final del segle xviii i començament del XIX que han consolidat el poble com a conjunt històric-artístic (1983). Són el reflex d'una època de prosperitat econòmica que va permetre la construcció d'edificis molt importants, com Can Marc, Can Beltran, Can Garover, Can Antic, Can Novell, Can Corneta, Can Tiró de les bolles -façana d'estil manierista-, Can Ferrer, Can Gelabert -que té sales decorades amb frescos d'estil pompeià-, Can Sabater, Ca n'Enric Sureda... Tots aquests edificis conviuen amb altres més moderns que rompen, en certa manera, l'estil arquitectònic del poble, encara que siguin reflex d'una altra època de prosperitat econòmica.
Sense cap dubte, l'edifici que destaca sobre tota la resta per la seva alçada i bellesa, és l'església de Nostra Senyora de Robines, construïda amb pedra del poble.

## Llengua
El parlar de Binissalem té la característica que ha perdut la e neutra en posició àtona, la qual ha evolucionat cap a e oberta com en català central. Aquest tret és compartit per Lloseta i Alaró, vila de la qual hom pensa que es podria haver exportat a Binissalem.

## Economia
Al voltant del municipi s'ha constituït la Denominació d'Origen Binissalem per protegir els vins de qualitat produïts amb varietats autòctones. El segle xix va tenir una gran expansió econòmica gràcies a l'exportació de vi, degut a la fil·loxera que afectà a tot Europa i que tardà uns anys a arribar a Mallorca.
A mitjans de segle xx també va tenir una gran creixement la indústria de les sabates, igual que tota la comarca del Raiguer. Actualment només n'han quedat uns quants petits productors.
La mineria del carbó va tenir un pes importat durant la primera meitat del segle xx, d'on s'extreia un carbó de lignit, de baixa qualitat que era una font d'energia per abastir la demanda energètica de l'illa.
Una de les fonts de riquesa del poble són les pedreres, de les quals se n'extreu una pedra calcària molt apreciada a tota l'illa, tot el centre històric i l'església està fet amb la pedra de les pedreres del poble.
Disposa d'un polígon industrial on hi ha molta varietat de d'empreses, des d'agroalimentàries, petites indústries i distribuïdors del sector serveis.

## Persones il·lustres
- Llorenç Villalonga
- Miquel Àngel Moyà Rumbo
- Alba Torrens Salom
- Francisco Javier Campos Coll
- Rafel Sastre Reus
- Lluís Sastre Reus
- Baltasar Bibiloni
- Llorenç Moyà

## Fires, Festes i Mercats
Al poble s'ha de destacar la fira que es fa el darrer cap de setmana de maig, que és la Fira de al Pedra. El mercat es fa cada divendres a la plaça del poble. Les festes patronals són per Sant Jaume, el 25 de Juliol, que és el patró del poble. S'ha de destacar però que la festa més important és la Festa de la Vermada (o Sa Vermada).

## Esports
La principal entitat esportiva de la vila és el CE Binissalem, club de futbol fundat el 1914 i que és el club degà del futbol balear. Juga els partits com a titular al Camp Municipal Miquel Pons. També compta amb un club de petanca, fundat a començaments de la dècada dels 80.